# 트케말리 소스
트케말리 소스(조지아어: ტყემლის საწებელი 트켐리스 사체벨리)는 조지아의 체리자두 소스이다. 마늘, 고수 잎, 딜, 페니로열, 고추, 소금 등을 넣어 만든다.

## 이름
조지아어 "트켐리스 사체벨리(ტყემლის საწებელი)"는 "체리자두 소스"라는 뜻이다. "트켐리스(ტყემლის)"는 "체리자두"를 뜻하는 "트케말리(ტყემალი)"의 속격 형태이며, "사체벨리(ტყემლის საწებელი)"는 "소스"라는 뜻이다.